# Rivera de Gata
La rivera de Gata es un curso de agua del interior de la península ibérica, afluente del Árrago. Discurre por la provincia española de Cáceres.

## Descripción
Nace en las montañas al norte de la población homónima, en la provincia de Cáceres. Su curso, que recibe las aguas de la rivera del Acebo, pasa entre las localidades de Villasbuenas de Gata y Perales del Puerto, a izquierda y derecha respectivamente, para discurrir luego junto a Moraleja. Termina desembocando en el río Árrago, un afluente del río Alagón que lo es a su vez del Tajo.
A mediados del siglo XIX, según Madoz, en sus aguas había truchas, anguilas y barbos. Aparece descrito en el octavo volumen del Diccionario geográfico-estadístico-histórico de España y sus posesiones de Ultramar de Pascual Madoz de la siguiente manera:

GATA: ribera en la prov. de Cáceres: se forma de las fuentes que se desprenden de las montañas al N. de la v. de su nombre, pasa á la inmediacion de la misma y corriendo al O. por el único paso que dejan las sierras, se le reune la rivera del Acebo, entra por los térm. de Villasbuenas que deja á su izq., y Perales á la der., llega al de Moraleja, part. de Coria, baña sus vegas y las del inmediato l. de Castillas, y entra en el r. Arrago en las inmediaciones del santuario de Ntra. Sra. de la Vega, en cuyo ángulo se encuentran las ruinas de la ant. pobl. llamado hoy Torremilanera: á poco de su nacimiento tiene un ponton para su paso, á las  500 varas un puente de piedra de un solo arco, á 100 varas y al O. de la v. de Gata, 1/2 leg. despues, 4 pontones de madera, y tocando á las murallas de la v. de Moraleja, otro puente de piedra de 14 arcos de 6 á 8 varas de elevacion, y de 2 1/2 de ancho: no pierde su corriente, se destinan sus aguas al riego de las heredades que se hallan en sus márgenes, y cria truchas. anguilas y barbos.
(Madoz, 1847, p. 330)